# Festival (musikalbum)
Festival är ett musikalbum av Santana som lanserades i januari 1977. Liksom den föregående skivan Amigos producerades det här albumet av David Rubinson, men det misslyckades med att komma i närheten av den skivans försäljningsframgång. Festival hade heller inga hitsinglar att stödja sin försäljning på och blev det dittills lägst placerade Santana-albumet både på Billboardlistan och Englandslistan. Några av låtarna på albumet återfinns även i liveversioner på albumet Moonflower.

## Låtlista
1. "Carnaval" - 2:15
2. "Let the Children Play" - 3:28
3. "Jugando" - 2:12
4. "Give Me Love" - 4:29
5. "Verão Vermelho" - 5:00
6. "Let the Music Set You Free" - 3:39
7. "Revelations" - 4:37
8. "Reach Up" - 5:23
9. "The River" - 4:53
10. "Try a Little Harder" - 5:04
11. "María Caracoles" - 4:32

## Listplaceringar
| Lista (1977)   | Position             |
| -------------- | -------------------- |
| Kanada         | 7 (RPM)              |
| Nederländerna  | 11                   |
| Nya Zeeland    | 37                   |
| Storbritannien | 27 (UK Albums Chart) |
| Sverige        | 37 (Topplistan)      |
| USA            | 27 (Billboard 200)   |
| Västtyskland   | 15                   |
| Österrike      | 9                    |